# Monique s'évade
Monique s'évade est un roman français de genre autobiographique écrit par Édouard Louis, paru au Seuil en 2024.

## Récit
Après Combats et métamorphoses d'une femme paru en 2021, Édouard Louis revient dans ce roman sur le parcours d'émancipation de sa mère. Il y raconte comment il l'aide à trouver l'énergie de quitter une nouvelle fois un compagnon violent. Le livre raconte également la sortie de l'invisibilité de cette femme. 

## Style
Selon les déclarations de l'auteur, le livre emprunte « beaucoup des codes du film d'action ». 

## Réception critique
Dans Télérama, Fabienne Pascaud parle d'un « récit lumineux d'une renaissance ». De même, Marie-Laure Delorme écrit dans Paris Match que le livre est « un récit féministe et positif sur la résurrection d'une femme ». À l'inverse, Ludivine Benard déclare dans Marianne que l'auteur « sombre, de nouveau, dans le récit de sa petite personne ».